# 格利泽268
格利泽268 (御夫座QY)是位於御夫座的一個獵犬座RS型變星。獵犬座RS型變星是雙星系統，具有受每顆恆星自轉影響的強磁場，而系統中另一顆恆星的潮汐效應會加速這種自轉。格利泽268是由兩個M型矮星或紅矮星組成的雙星系統，是距離地球最近的一百個恆星系統之一。主星的視星等為12.05，伴星的視星等為12.45。從地球上肉眼看不到。